# Episodi di Black Butler (quarta stagione)
Questa è la lista degli episodi della quarta stagione dell'anime Black Butler, adattamento dell'omonimo manga di Yana Toboso.
All'Anime Expo 2023, Crunchyroll ha annunciato la produzione di una quarta stagione. La serie è diretta da Kenjirou Okada e prodotta da CloverWorks, con Hiroyuki Yoshino che si occupa della sceneggiatura, Yumi Shimizu del character design e Ryou Kawasaki della colonna sonora. La quarta stagione è stata trasmessa su Tokyo MX e altre reti dal 13 aprile al 22 giugno 2024. La sigla d'apertura è Kyōshinja no Parade (狂信者のパレード?, Kyōshinja no Parēdo) di otoha mentre quella di chiusura è Shokuzai (贖罪?) dei Sid. I diritti per la distribuzione internazionale al di fuori dell'Asia sono stati acquistati da Crunchyroll, che l'ha pubblicata in simulcast in versione sottotitolata in vari Paesi del mondo, tra cui l'Italia.

## Lista episodi
| Nº serie | Nº | Titolo italiano Giapponese 「Kanji」 - Rōmaji - Traduzione letterale                                                 | In onda        | In onda |
| Nº serie | Nº | Titolo italiano Giapponese 「Kanji」 - Rōmaji - Traduzione letterale                                                 | Giapponese     |         |
| 47       | 1  | His Butler, at School 「その執事、登校」 - Sono shitsuji, tōkō – "Quel maggiordomo, a scuola"                        | 13 aprile 2024 |         |
| 48       | 2  | His Butler, in Disguise 「その執事、偽装」 - Sono shitsuji, gisō – "Quel maggiordomo, sotto mentite spoglie"         | 20 aprile 2024 |         |
| 49       | 3  | His Butler, Plotting 「その執事、策謀」 - Sono shitsuji, sakubō – "Quel maggiordomo, complotto"                      | 27 aprile 2024 |         |
| 50       | 4  | His Butler, Colluding 「その執事、談合」 - Sono shitsuji, dangō – "Quel maggiordomo, collusione"                     | 4 maggio 2024  |         |
| 51       | 5  | His Butler, Gaining Admittance 「その執事、入場」 - Sono shitsuji, nyūjō – "Quel maggiordomo, ottenere l'ammissione" | 11 maggio 2024 |         |
| 52       | 6  | His Butler, Scheming 「その執事、策動」 - Sono shitsuji, sakudō – "Quel maggiordomo, complotto"                      | 18 maggio 2024 |         |
| 53       | 7  | His Butler, Final Match 「その執事、決勝」 - Sono shitsuji, kesshō – "Quel maggiordomo, incontro finale"             | 25 maggio 2024 |         |
| 54       | 8  | His Butler, Locking Up 「その執事、施錠」 - Sono shitsuji, sejō – "Quel maggiordomo, chiudere a chiave"              | 1º giugno 2024 |         |
| 55       | 9  | His Butler, Having a Laugh 「その執事、朗笑」 - Sono shitsuji, rōshō – "Quel maggiordomo, farsi una risata"          | 8 giugno 2024  |         |
| 56       | 10 | His Butler, Assenting 「その執事、賛同」 - Sono shitsuji, sandō – "Quel maggiordomo, assenso"                        | 15 giugno 2024 |         |
| 57       | 11 | His Butler, Taking Off 「その執事、滑走」 - Sono shitsuji, kassō – "Quel maggiordomo, prende il volo"                | 22 giugno 2024 |         |